# Zembra
Zembra (Arabisch: زمبرة) is een onbewoond Tunesisch eiland, gelegen in de Middellandse zee. Samen met het nabijgelegen eiland Zembretta (Arabisch:الجامور الصغير) behoort het administratief tot het gouvernement Nabeul.
Aan de zuidzijde zijn resten te zien van een oude haven.
Tot 1976 werden de eilanden gebruikt door het Tunesische leger; vanaf 1977 is het gebied een biosfeerreservaat en een Tunesisch nationaal park.

## Geografie
Zembra ligt vlak bij de kust van Kaap Bon, ongeveer 60 km van Tunis vandaan. Het eiland heeft steile Kliffen en diepe insnijdingen. Het oppervlak is ongeveer 4 km² en het hoogste punt van het eiland ligt 435 m boven zeeniveau.

## Natuur
Door het milde middellandsezeeklimaat is er een interessante flora (266 soorten) en fauna; met name zijn er veel zeehonden.
- Virtual International Authority File: 185148570670124311479